# Stenagergård
Stenagergård er dannet i 1868 ved sammenlægning af fæstegårde under baroniet Scheelenborg og hørte under dette gods, indtil 1912. Gården ligger på den vestlige halvø, Skoven af den større halvø Hindsholm, i Mesinge Sogn, Bjerge Herred, Odense Amt, Kerteminde Kommune. Hovedbygningen er opført 1868 i 2 stokværk over høj kælder.
Stenagergård Gods er på 249,5 hektar med Dalbygård og Hvenegården

## Ejere af Stenagergård
- (1868-1874) S. F. baronesse Stieglitz-Brockdorff
- (1874-1876) C. V. baron Juel-Brockdorff
- (1876-1900) C. F. S. V. baron Juel-Brockdorff
- (1900-1912) Frederik baron Juel-Brockdorff
- (1912-1930) Anders C. Nielsen
- (1937-1940) Erland Hansen
- (1940-1950) Daniel baron Bille-Brahe-Selby
- (1950-1950) Tove grevinde Knuth
- (1950-1955) M. Christensen
- (1955-1965) M. Mortensen
- (1965-1987) K.E.Sørensen
- (1987-1989) Markvardsen
- (1988-2016) Ole Jørn Jensen
- (2015-) Claus Grymer Philipsen Bay